# Hugo Coveliers
Hugo F.V. Coveliers (Schelle, 21 febbraio 1947) è un politico e avvocato belga, ex esponente prima dell'Unione Popolare e in seguito dei Liberali e Democratici Fiamminghi Aperti.
È stato membro della Camera dei rappresentanti dal 1985 al 1995 e dal 1999 al 2003. Dal 1995 al 1999 e dal 2003 al 2010 è stato senatore. Nel 2005 fuoriuscito dal VLD fonda il partito liberale VLOTT.

## Biografia
Coveliers è dottore in giurisprudenza e laureato in criminologia presso l'Università di Gand ed è avvocato. Ha iniziato la sua carriera politica con l'Unione Popolare, ma si è trasferito nel 1992 nel partito dei Liberali e Democratici Fiamminghi Aperti (VLD). All'interno del VLD è entrato in una collaborazione con il partito Vlaams Belang.
Nel 2004 ha fondato con altri la sezione di Anversa del think tank liberale fiammingo Nova Civitas.
Una disputa con il leader del partito del VLD Karel De Gucht ha portato nel febbraio 2005 alla sua esclusione dal partito. Nell'autunno 2005 ha fondato il partito VLOTT, che collabora con il Vlaams Belang.
Si è ritirato dalla politica attiva all'inizio del 2012.

## Opere
- Securitas Belgica – de rijkswacht is overbodig, Hadewijch, 1989.
- Twee jaar Bendecommissie, een schimmengevecht, sull'indagine degli Assassini del Brabante, Hadewijch, 1992.